# 探戈游戏工作室
探戈游戏工作室（英語：Tango Gameworks），前稱株式會社Tango（日语：株式会社Tango），是一家日本的电子游戏开发商，由著名游戏制作人三上真司在2010年3月成立；同年10月被美國媒體公司ZeniMax Media收购为子公司。2014年发售的《恶灵附身》是工作室开发的第一款游戏作品。
2021年3月，ZeniMax Media被微軟正式收购後（最初是Xbox游戏工作室旗下子公司，2022年重組成為微軟遊戲（Microsoft Gaming）的子公司），探戈遊戲工作室成為微軟遊戲的一員，也是旗下第一家日本工作室。
2023年2月，工作室创始人三上真司宣布离开探戈游戏工作室。
2024年2月，微软宣布包括探戈开发的《完美音浪》在内的4部原微软平台独占游戏将在未来登陆PlayStation和任天堂等竞争对手的硬件平台。
2024年5月7日，微软宣布将关闭探戈游戏工作室在内的三家ZeniMax Media旗下工作室，一部分人员将安排到其他工作室，余下成员将离开。
2024年6月14日，工作室正式关闭。
2024年8月12日，韓國遊戲開發商魁匠團宣布與微軟達成協議，將收購探戈游戏工作室及《完美音浪》IP。
2025年1月1日，探戈游戏工作室宣布由魁匠团的支持下再次成立，公司更名為探戈游戏工作室有限公司（英語：Tango Gameworks Inc.）。

## 公司作品
| 游戏名称                      | 类型           | 首发时间 | 发售平台                                                  | 发行商       | 參考 |
| ----------------------------- | -------------- | -------- | --------------------------------------------------------- | ------------ | ---- |
| 恶灵附身 The Evil Within      | 恐怖生存       | 2014年   | PlayStation 3、PlayStation 4、Xbox 360、Xbox One、Windows | 贝塞斯达软件 |      |
| 恶灵附身2 The Evil Within 2   | 恐怖生存       | 2017年   | PlayStation 4、Xbox One、Windows                          | 贝塞斯达软件 |      |
| 幽灵线：东京 Ghostwire: Tokyo | 第一人称冒险   | 2022年   | PlayStation 5、Windows、Xbox Series X/S                   | 贝塞斯达软件 |      |
| 英雄骰子 Hero Dice            | 卡牌收集RPG    | 2022年   | Android、iOS                                              | ZeniMax亚洲  |      |
| 完美音浪 Hi-Fi Rush           | 节奏、动作冒险 | 2023年   | Xbox Series X/S、Windows、PlayStation 5                   | 贝塞斯达软件 |      |